# Frank Klepacki
Frank Klepacki (Las Vegas, 1974. május 25. –) amerikai zenész, videójáték-zeneszerző és hangmérnök, legismertebb munkái a Command & Conquer-sorozat zenéi. Miután gyermekkorában megtanult dobolni, 17 évesen zeneszerzőként csatlakozott a szintén Las Vegas-i Westwood Studioshoz, ahol hamarosan vezető zeneszerző lett. Számos játéknál működött közre, beleértve a Lands of Lore-sorozatot, a Westwood Studios Dune játékait, a Legend of Kyrandia-sorozatot, az 1997-es Blade Runner point and clicket, valamint a Command & Conquer-sorozatot. Az 1996-os Command & Conquer: Red Alertben nyújtott munkáját többen is az év legjobb videójátékzenéjének tartják.
Las Vegasban él, ahol szóló karrierbe is kezdett, és több helyi együttesben játszott és producerkedett.  Személyes és zenekari munkássága számos műfajt érint, beleértve a a rockzenét, a hip-hopot, a soult és a funkot. Sajátos zenei stílusára rocktronicként hivatkozik. Munkái a médiába is eljutottak, többek között a Spike TV The Ultimate Fighter című műsorába.
Klepacki jelenleg a Petroglyph Games audioigazgatója, ahol a Star Wars: Empire at War zenéit szerezte. Klepackivel felvették a kapcsolatot a Command & Conquer 3: Tiberium Wars megzenésítéséhez is, de túl elfoglalt volt a Petroglyphnál ahhoz, hogy elvállalja a projektet, így nem fogadta azt el. Egy évvel később három dalt komponált, köztük a Hell March 3-at az EA Los Angeles által készített Command & Conquer: Red Alert 3-hoz.

## Élete

### Fiatalkora
Frank Klepacki lengyel és olasz származású zenészcsaládba született, akik a Las Vegas-i klubokban játszottak. Kezdetben a rajzolás érdekelte, de érdeklődési körében hamarosan a zene dominált. Első dobszettjét 8 éves korában kapta meg, és 11 évesen már profi dobos volt. A korai zenei hatások között szerepelt az elektronikus és a heavy metál zenekarok, köztük a Depeche Mode, az Afrika Bambaataa, az AC/DC és az Iron Maiden. A gitár, a basszusgitár és a szintetizátor használatának elsajátítására törekedve helyi zenekarokat hozott létre, és 17 éves korára eredeti anyagaiból demószalagot készített.

### Korai munkássága a Westwood Studiosnál
Miután megtanult BASIC-ben programozni egy Tandy 1000-en, és érdeklődni kezdett a számítógépes és videójátékok iránt, játéktesztelőként jelentkezett a helyi Westwood Studiosba. Ekkor bemutatta a cég audioigazgatójának a demószalagját (amelyet később akusztikus gitárdalként jellemzett, elektromos gitár szólókkal, szintetizátor akkordokkal és eső hanghatásokkal, melyet később átdolgozva ki is adott). Az egyre növekvő vállalat végül felvette zeneszerzőként a DragonStrike NES portjába és a Eye of the Beholder II számítógépes játékba. Később MIDI-szekvenálással komponált számos darabot Dungeons & Dragons játékhoz. 1992-ben ő irányította a Dune II hanganyagának készítését, megkísérelve kiegészíteni az eredeti film zenéjét. Később megjegyezte, hogy a játék végigjátszása közben a végsőkig kihasználta az Amiga lehetőségeit. Míg 1994-ben a Disney Az oroszlánkirály című rajzfilmjének játékadaptációján dolgozott, neki és a Westwood csapatának bemutatták a még befejezetlen film vázlatait. Hans Zimmer filmzeneszerző később megdicsérte Klepackit, hogy milyen jól dolgozta át a kottáit.

### A Command & Conquer és az azt követő évek

#### Command & Conquer: Tiberian Dawn
Miután befejezte a The Legend of Kyrandia sorozat harmadik részét, 1994-ben Frank összeült a Westwood vezetőivel, hogy megvitassák a közelgő Command & Conquer játék zenei világát: ez lett az első abban a sorozatban, amely széleskörű hírnevet és kritikai elismerést hozott a stúdió és Klepacki számára. A játék stílusának meghatározása érdekében Klepacki számos zenekart hallgatott, köztük a Nine Inch Nails és a Ministerium számait, amelyek a dalok többségében megtalálható ikonikus indusztriális stílust ihlették. A szerző kombinálta a zenék különböző elemeit, és hozzáadta saját elemeit, hogy egyedi és változatos hangzást hozzon létre. A vállalat ekkoriban állt át a 22 kHz-es hangzásra, így Klepacki ASR-10-es és Roland S760 samplerrel, egy Roland JD 990 szintetizátorral és elektromos gitárral komponálta meg a dalokat. Az első néhány szám, amelyet a Command & Conquer számára komponált, köztük a nevezetes Act on Instinct és a No Mercy, hangsávokat is tartalmaztak, ez utóbbi például a Bill és Ted haláli túrája című film néhány reprodukált idézetét is felhasználta. Később kiderült, hogy a szövegek zavarják a játék interface hangjait, ezért helyettesítették azokkal az instrumentális változatokkal, amelyekből hiányzik ez a hangsáv, bár az eredeti verziók (és számos más fel nem használt darab) továbbra is megtalálhatóak a DOS-os és a Covert Operations lemezeken. A dalok teljes verziói később külön is megjelentek a játékzene CD-albumán. Klepacki ezután instrumentális darabokat komponált a játék számára, amelyek ötvözték a house, heavy metal és hip hop zene tulajdonságait. A GDI kampányának végefőcíméhez írt Airstrike című szerzemény hookja később a többi játékban a frakció témája lett. Ezzel szemben a Nod kampányának befejezéséhez Klepacki helyi együttesének, az I AM-nek a Destructible Times című számát használta. A fejlesztők azért döntöttek a dal mellett, mert annak szövege hűen tükrözte a háború légkörét és a Nod frakciójának kemény és harcias hangulatát. A játék nagy sikert aratott, amiben jelentős szerepe volt a változatos stílusú, 22 számból álló soundtracknek, amelyből több zenei motívum is visszaköszönt az időközben franchise-zá bővülő Command & Conquer-sorozat későbbi játékaiban.

#### A Red Alert és annak kiegészítői

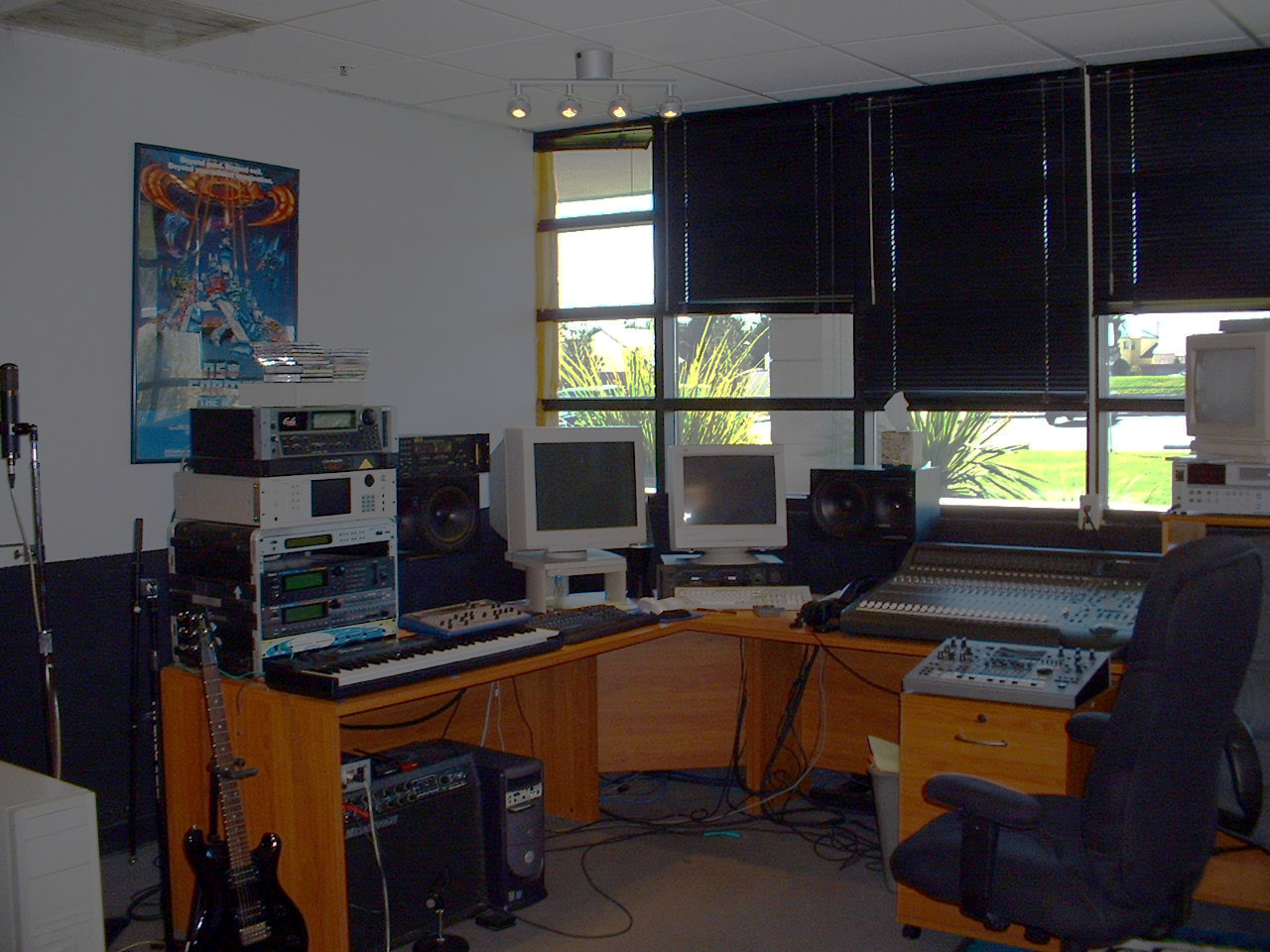
Feank Klepacki stúdiója a Westwood Studiosban annak bezárása előtt

A Covert Operations munkálatai közben Klepacki megalkotta egy csizmák menetelésére komponált rock szám koncepcióját, a gitárriff megírása után mindössze egyetlen nap alatt befejezte a dalt. A kész mű meghallgatásakor Brett Sperry, a Westwood egyik alapítója és vezetője ragaszkodott ahhoz, hogy ezt a dalt a következő játék, a Command & Conquer: Red Alert zenei témájaként használják fel. A zene eredetileg a Nod számára készült, így több katonai és ipari hangeffektet is tartalmaz, beleértve a menetelést, a gyári hangokat és a vezénylő parancsnokot. Klepacki kezdetben a sci-fi irányába vitte volna a dallamvilágot, de miután kiderült, hogy a játék egy előzmény lesz, amely a múltban játszódik, változtatott a koncepción. A komponálás előkészítése során Frank új hangmintákat szerzett egyedi és furcsa hangokból. A sajátos hangulatok eléréséhez egyszerre csak néhány dalon dolgozott. Először olyan nehéz és indusztriális dallamvilágú dalokat írt, mint a Workmen és a Crush, majd a semleges, synthwave jellegűek készültek el, mint például a Vector és a Roll Out. Klepacki még befejezte a Foggert és Mudot, az egyik személyes kedvencét, mielőtt a Militant Force-szal és a Radio 2-vel végzett. Ezután rövidebb szünetet tartott a munkában, hogy néhány cameo erejéig szerepeltessen az élőszereplős átvezető jelenetekben, ahol egy Kane által megölt szovjetőrt és egy szövetséges parancsnokot alakított. A szereplés és szinkron is része volt a munkáinak, mivel korábban Nod hackerként és a Commando egység játékbeli hangjaként szerepelt az eredeti játékban, és a későbbi Westwood-alkotásokban is ő kölcsönözte egyes szereplők hangját.
A Red Alert befejezése után rövid szünetet tartott, hogy áttekintse addigi munkáját. Klepacki arra a következtetésre jutott, hogy néhány dalt tovább lehetne még fejleszteni, de a Red Alert hamarosan aranylemezes játékká vált, kizárva ezzel az új verziókat. Ezek a remixek később a sikertelen Command & Conquer: Sole Survivor játékban jelentek meg. A Red Alert zenéjét a PC Gamer és a Gameslice magazinok 1996-ban a év legjobb videójáték-zenéjének választották, legyőzve többek közt Trent Reznor Quake-soundtrackjét. Frank később további zenéket írt a Red Alert kiegészítőihez, a Counterstrike-hoz és az Aftermathhoz. Klepacki kezdetben leírta zenéje népszerűségét, feltételezve, hogy azt csak a keményvonalas rajongók kedvelik, így igencsak meglepte, hogy a játékok zenéje híres lett a rajongók és kritikusok körében. Az internet elterjedésével a Hell March internetes mémmé vált, amit a legkülönbözőbb hadseregek háttérzenéjeként használtak fel a jelenlegi seregektől a történelmi alakulatokon át egészen a Pikachu-hadseregig.

#### Későbbi Westwood-játékok
1997-ben Klepacki készíthette el a Westwood Studios Blade Runner-adaptációjánakzenéjét. Habár a Westwood megszerezte Vangelis eredeti filmzenéjének felhasználási jogát, a társaságnak nem volt hozzáférése az eredeti felvételekhez, és Klepackinak hallás után kellett újra létrehoznia a témákat. A fejlesztők elégedettek voltak a részletességével, és úgy érezték, hogy a digitális dallamok még az eredetieknél is tisztábban szólnak. 1998-ban a Dune 2000-nek kellett megkomponálnia a soundtrackjét, ehhez megpróbálta átdolgozni és felfrissíteni a Dune II zenéjét, és tisztelettel adózott a Toto által a filmhez alkotott eredeti zene stílusa előtt. Habár a játékot a kritikusok általában negatívan értékelték a kevés újdonság és az elmaradott grafika miatt, Klepacki munkásságát dicsérték a hagyományos Dűne-stílushoz való ragaszkodása miatt.
A legnagyobb sikercím folytatásának, a Command & Conquer: Tiberian Sun zenéjéhez együttműködött Jarrid Mendelsonnal, akivel később az Emperor: Battle for Dune esetén is közösen dolgozott. Először a Stomp című, energikus rock darab megírásával kezdte a komponálást, ez stílusában az előző siker, a Hell March stílus- és dallamvilágához állt közel. Ez a szám tűnt fel később a játék egyik korai előzetesében. Nem sokkal később a Westwood ehelyett úgy döntött, hogy a Tiberian Sun atmoszférájához jobban illő, sötétebb tónusú dallamok készüljenek, a Stomp eredeti változata így a végleges játékból kimaradt. Klepacki a helyzet jelentős változása miatt kérte fel Mendelsont, hogy működjön vele együtt; később azokat a számokat tartotta a legjobbaknak, amelyeken mindketten dolgoztak. A Tiberian Sun végül sötét, ambient techno zenét és ambient space zenét adott hozzá a játék posztapokaliptikus és futurisztikus környezetéhez. Klepacki a Mad Rap című darabot tartotta saját műveiből a kedvencének. Lelkes Star Wars-rajongóként igencsak élvezte az átvezető jelenetek forgatását James Earl Jonessal, a Darth Vader eredeti hangját adó színésszel. A jelenetek lehetővé tették számára, hogy az Airstrike és No Mercy témáit is beépítse a játékba a stílusváltás ellenére is. A játék atmoszféráját ugyan kiemelkedőnek tartották a kritikusok, ám többen is hiányolták a C&C-szériára jellemző pörgős és keményhangzású dallamokat. Klepacki a Firestorm kiegészítőcsomaggal megpróbálta helyrehozni a dolgokat a korábbiakhoz hasonlóbb dalok írásával, a kimaradt és átdolgozott Stomp pedig a 2002-es Command & Conquer: Renegade fő témája lett.
A Tiberian Sunt követően Klepacki a Lands of Lore III és Command & Conquer: Red Alert 2 megzenésítésével foglalkozott. Utóbbi stílusát erőteljesen meghatározta a heavy metal gitárszólók és gyors tempójú ütemek, valamint az elektronikus zene együttese, a játék zenéit pedig egy Korg TR Rack, Novation Nova és Roland XV-5080 segítségével rögzítette. A Red Alert 2 a Hell March remixelt változatát is tartalmazta, ez utóbbi lett a játék hivatalos témája, amely az intróban is szerepelt. Az energikus dallamokhoz való visszatérés részben a Tiberian Sun rajongói kritikájának köszönhető. Klepacki megőrizte a stílust a Red Alert 2 kiegészítő csomagjában, a Yuri's Revenge-ben is.

### A Petroglyph Games munkatársaként
Klepacki rövid szünetet tartott, hogy szólóalbumain dolgozhasson, majd 2004-ben teljes munkaidős audio igazgatóként csatlakozott a korábbi kollégái által létrehozott Petroglyph Gameshez. Első itteni munkája a Star Wars: Empire at War, a Petroglyph első saját játékának megzenésítése volt, emellett segített a szinkronszínészek kiválasztásában is. A Csillagok háborúja rajongójaként Klepacki igencsak élvezte John Williams dallamainak és stílusának kiegészítését, amikor a filmekben használt hangeffektekkel dolgozhatott. Szorosan együttműködött a programozókkal a tökéletes hangzásbeli funkcionalitás biztosítása érdekében. Bár a játék zenéinek legnagyobb része John Williams eredeti filmzenéjéből származik, Klepacki becslései szerint 20%-nyi saját szerzeménnyel járult hozzá. A fő témán kívül a szerkesztés minimalizálására törekedett, hogy megőrizze a klasszikus Csillagok háborúja hangzását. Főleg a Csillagok háborúja-univerzum új területeihez komponált, amelyek a játékban tűntek fel először. A programon végzett közreműködését a zeneszerző saját pályafutása csúcsának tartja. A zeneszerzés elnyeréseként felkereshette a Skywalker Ranch-t és az Industrial Light & Magic központját is,és büszke arra, hogy a nevét hivatalos Star Wars-termékhez használták fel.

## Munkássága

### Videójátékok zenéi
- Eye of the Beholder II (Westwood Studios, 1991)
- Dune II (Westwood Studios, 1992)
- Dungeons & Dragons: Warriors of the Eternal Sun (Westwood Studios, 1992)
- Order of the Griffon (Westwood Studios, 1992)
- DragonStrike (Westwood Studios, 1992)
- The Legend of Kyrandia (Westwood Studios, 1992)
- Lands of Lore: The Throne of Chaos (Westwood Studios, 1993)
- The Legend of Kyrandia: Hand of Fate (Westwood Studios, 1993)
- The Lion King (Westwood Studios, 1994)
- The Legend of Kyrandia: Malcolm's Revenge (Westwood Studios, 1994)
- Young Merlin (Westwood Studios, 1994)
- Command & Conquer (Westwood Studios, 1995)
- Monopoly (Westwood Studios, 1995)
- Command & Conquer: The Covert Operations (Westwood Studios, 1996)
- Command & Conquer: Red Alert (Westwood Studios, 1996)
- Command & Conquer: Red Alert: Counterstrike (Westwood Studios, 1997)
- Command & Conquer: Red Alert: The Aftermath (Westwood Studios, 1997)
- Lands of Lore: Guardians of Destiny (Westwood Studios, 1997)
- Blade Runner (Westwood Studios, 1997)
- Command & Conquer: Red Alert: Retaliation (Westwood Studios, 1998)
- Command & Conquer: Sole Survivor (Westwood Studios, 1998)
- Dune 2000 (Westwood Studios, 1998)
- Command & Conquer: Tiberian Sun (Westwood Studios, 1999)
- Lands of Lore III (Westwood Studios, 1999)
- Command & Conquer: Tiberian Sun – Firestorm (Westwood Studios, 2000)
- Command & Conquer: Red Alert 2 (Westwood Pacific, 2000)
- Nox (Westwood Studios, 2000)
- Command & Conquer: Red Alert 2: Yuri's Revenge (Westwood Pacific, 2001)
- Emperor: Battle for Dune (Westwood Studios, 2001)
- Pirates: The Legend of Black Kat (Westwood Studios, 2001)
- Command & Conquer: Renegade (Westwood Studios, 2002)
- Earth & Beyond (Westwood Studios, 2002)
- Star Wars: Empire at War (Petroglyph Games, 2006)
- Star Wars: Empire at War: Forces of Corruption (Petroglyph Games, 2006)
- Universe at War: Earth Assault (Petroglyph Games, 2007)
- Command & Conquer: Red Alert 3 (EA Los Angeles, 2008)
- Command & Conquer: Red Alert 3 – Uprising (EA Los Angeles, 2009)
- Panzer General: Allied Assault (Petroglyph Games, 2009)
- Guardians of Graxia (Petroglyph Games, 2010)
- Mytheon (Petroglyph Games/True Games, 2011)
- Rise of Immortals (Petroglyph Games, 2011)
- Battle for Graxia (Petroglyph Games, 2012)
- Coin a Phrase (Petroglyph Games, 2013)
- End of Nations (Petroglyph Games/Trion Worlds)
- Grey Goo (Petroglyph Games, 2015)
- 8-Bit Armies (Petroglyph Games, 2016)
- 8-Bit Hordes (Petroglyph Games, 2016)
- 8-Bit Invaders! (Petroglyph Games, 2016)
- Lethal League Blaze (Team Reptile, 2018)
- Conan Unconquered (Petroglyph Games, 2019)
- Command & Conquer: Remastered Collection (Petroglyph Games/EA, 2020)
- Earthbreakers (Petroglyph Games, TBA)

## Fordítás
- Ez a szócikk részben vagy egészben  a   Frank Klepacki című angol Wikipédia-szócikk ezen változatának fordításán alapul.  Az eredeti cikk szerkesztőit annak laptörténete sorolja fel. Ez a jelzés csupán a megfogalmazás eredetét és a szerzői jogokat jelzi, nem szolgál a cikkben szereplő információk forrásmegjelöléseként.